# Большой Никобар
Большо́й Никоба́р (англ. Great Nicobar, хинди बड़ा निकोबार, кар: टोकिओंग लोंग) — крупнейший остров архипелага Никобарские острова. Территория острова 1045 км², это более половины площади всего архипелага (1841 км²). Расположен в более 100 км к северо-западу от Суматры.

## География
Большинство территории острова покрыто джунглями, 85 % суши занимает одноимённый биосферный заповедник, включающий в себя национальные парки Кэмпбелл-Бэй, Галатея и лесную буферную зону. Множество видов растений и животных являются эндемиками Никобарских островов, некоторые обитают лишь на Большом Никобаре.
Самая южная точка острова — мыс Индира, являющийся также и самой южной точкой страны. Высшая точка — гора Тульер (642 м).
Как все Никобары, остров серьёзно пострадал от цунами в 2004 году.

## Население
Население острова — 9439 человек (2001). Это чуть более 9 человек на кв.км. На острове проживает группа коренного племени шомпены. Их численность на 2001 год составляла 300 человек.